# Apocreadiata
Apocreadiata zijn een onderorde van parasitaire platwormen (Platyhelminthes). 

## Taxonomie
De volgende taxa zijn bij de onderorde ingedeeld:
- Superfamilie Apocreadioidea Skrjabin, 1942
  - Familie Apocreadiidae Skrjabin, 1942
    - = Euryperidae Manter, 1933
    - = Homalometridae Cable & Hunnmen, 1942
    - = Megaperidae Manter, 1934